# Trey Calvin
Trey Calvin (Glendale Heights, Illinois; 21 de junio de 2001) es un baloncestista estadounidense que pertenece a la plantilla del Skyliners Frankfurt de la Basketball Bundesliga. Con 1,83 metros de estatura, juega en la posición de base.

## Trayectoria deportiva

### Universidad
Jugó cinco temporadas con los Raiders de la Universidad Estatal Wright, en las que promedió 14,0 puntos, 2,7 rebotes, 3,1 asistencias y 1,3 robos de balón por partido. Acabó su carrera con 2139 puntos, siendo el primero jugador en la historia de los Raiders en sobrepasar la cifra de los 2000 puntos. En sus dos últimas temporadas fue incluido en el mejor quinteto de la Horizon League.

#### Estadísticas
| Año     | Equipo       | PJ  | PT  | MPP  | %TC  | %3P  | %TL  | RPP | APP | ROB | TPP | PPP  |
| ------- | ------------ | --- | --- | ---- | ---- | ---- | ---- | --- | --- | --- | --- | ---- |
| 2019–20 | Wright State | 32  | 0   | 18.5 | .313 | .254 | .636 | 2.1 | 1.0 | .8  | .1  | 4.8  |
| 2020–21 | Wright State | 24  | 24  | 31.3 | .349 | .320 | .795 | 2.5 | 3.5 | 1.3 | .2  | 9.7  |
| 2021–22 | Wright State | 34  | 34  | 34.3 | .446 | .382 | .851 | 3.3 | 3.4 | 1.6 | .2  | 14.6 |
| 2022–23 | Wright State | 32  | 27  | 34.3 | .492 | .390 | .883 | 2.9 | 3.7 | 1.3 | .3  | 20.3 |
| 2023–24 | Wright State | 31  | 31  | 35.4 | .482 | .400 | .896 | 2.4 | 4.2 | 1.5 | .1  | 19.6 |
| Total   | Total        | 153 | 116 | 30.8 | .442 | .355 | .858 | 2.7 | 3.1 | 1.3 | .2  | 14.0 |

### Profesional
Tras no ser elegido en el Draft de la NBA de 2024, el 22 de julio firmó su primer contrato profesional con los Skyliners Frankfurt de la Basketball Bundesliga alemana.